# Yoshihito de Katsura
Le prince impérial Yoshihito de Katsura (桂宮宜仁親王, Katsura-no-miya Yoshihito shinnō), né le 11 février 1948 à Tokyo et mort le 8 juin 2014, est un membre de la famille impériale du Japon, second fils du prince Takahito Mikasa et de la princesse Yuriko Mikasa. Il est cousin au premier degré de l’ancien empereur du Japon Akihito. Appelé à l'origine prince Yoshihito de Mikasa, il reçut le titre de prince Katsura et le droit de fonder une nouvelle branche de la famille impériale le 1er janvier 1988 mais il ne s'est pas marié et n'a pas eu d'enfant.

## Biographie

### Étude
Le prince est diplômé du département des études politiques de la faculté de droit de l'université Gakushūin en 1971. De 1971 à 1973, il étudie à l'université nationale australienne à Canberra. À son retour au Japon, il travaille comme administrateur à la NHK de 1974 à 1985.

### Relations publiques
En 1982, le prince retourne en Australie comme membre d'une délégation japonaise pour célébrer le dixième anniversaire de la société australo-japonaise. Il se rend aussi en Nouvelle-Zélande pour renforcer les liens et les relations diplomatiques amicales.
Depuis une série d'attaques cérébrales en mai 1988, le prince est paralysé à partir de la taille et utilise un fauteuil roulant. Malgré ce handicap, il tient un rôle actif dans les relations publiques et apparaît souvent dans les cérémonies de récompenses, les événements diplomatiques et est président de plusieurs organismes de charité.
En 1994, il se rend de nouveau en Australie avec la princesse Nobuko Tomohito de Mikasa, la femme de son frère, pour un événement de charité en faveur des enfants malvoyants et malentendants.
En juillet 1997, il retourne encore en Australie pour participer à la publicité d'une exposition sur le sport traditionnel du sumo, avec des combats d'exhibition, à Sydney et à Melbourne.
Le prince ne s'est pas marié et n'a pas eu d'enfant.

## Titres et emblème
- 11 février 1948 – 1er janvier 1988 : Son Altesse impériale le prince Yoshihito de Mikasa
- Depuis le 1er janvier 1988 : Son Altesse impériale le prince de Katsura

### Honneurs nationaux
- Grand cordon de l'ordre du Chrysanthème

### Honneurs étrangers
- : Chevalier grand-croix de l'ordre du Mérite de la République italienne (9 mars 1982)
- : Ordre de l'Aigle blanc

### Fonctions honoraires
- Président de la société Japon-Australie-Nouvelle-Zélande
- Président de la société d'agriculture du Japon
- Président de l'association des forêts du Japon
- Président de l'association d'artisanat d'art du Japon
- Président de l'association d'artisanat d'art japonais Urushi

## Source
- (en) Cet article est partiellement ou en totalité issu de l’article de Wikipédia en anglais intitulé « Prince Katsura » (voir la liste des auteurs).